# 인식-촉발 결정
인식-촉발 결정(recognition-primed decision, RPD) 또는 "재인-점화 결정"은 어떻게 복잡한 상황속에 직면한 사람들이 빠르고 효과적인 결정을 내리는 가에 대한 인지심리학적 모델이다. 이 모델에서는 결정을 하는 사람은 시간제약, 책임, 위험성등 복잡한 제약조건안에서 부결되지 않은 하나의 행동을 결정한다고 가정한다. 이러한 결정은 신속한 결정을 할 수 있지만 때로는 일상적이지 않거나 전례없는 상황속에서는 심각한 실패를 일으키기도 한다. 이러한 결정 모델은 사람들이 실제로 어떻게 결정을 내리고 행동을 하는가를 설명하는 유효한 모델로 받아들여지고 있다.

## 개요
RPD 모델은 가장 먼저 고려되는 첫 번째 이성적인 반응이다. RPD는 결정을 내리기 위한 두가지 과정이 결합되었는데 첫째는 어떤 행동이 적절한가에 대한 인식이고 두 번째는 이 행동이 초래하게 되는 결과에 대한 상상을 통해 평가하는 과정이다. 그러나 이러한 결정과정에서 경험의 유무가 크게 작용한다.
RPD는 어떤 상황이 주어질때 경험 많은 전문가와 초심자간의 결정적인 차이를 보여준다. 경험 많은이의 경우에는 이전에 경험해봤던 상황과 맞기 때문에 보다 빨리 결론을 일반적으로 내릴 수 있다. 한편 초심자는 이러한 경험이 없어 여러 다른 가능성에 대한 고려를 하게 되며 적절하게 작동할 만한 첫 번째 행동코스를 선택하는 경향이 있다. 초심자 또한 상상속에서 시도와 오류를 테스트해보는 경향이 있다.
개리 클레인은 1989년 소방관의 화재 현장에서의 결정 연구를 통해 RPD모델을 제시하였다. 전문 소방관은 관찰된 여러 징후를 모아 신속하고 자동적으로 화재의 종류를 분석하고 패턴을 재인하였으며 아주 심한 시간적 압력과 위험성 하에서 적절한 전문적 결정을 내릴 수 있었다.

## 전문성
RPD와 같은 직관적인 형태의 진단은 전문성과 밀접히 관련되어 있다. 특출한 단서에 편향되는 현출성 편향이나 단서가 차별적으로 가중적 조정을 거치지 못하는 편향에 전문성 또한 영향을 받지만 단서들이 서로 상관있고 비교적 동등하게 가중되는 상황이라면 직관적 형태의 정보통합이 이루어질 수 있다. 이러한 일관된 상관이나 공통출현등의 직관적 상관패턴은 학습된 전문가에 의해 신속하고 자동적으로 재인될 수 있다. 따라서 RPD와 같은 의사결정은 많은 영역에 있어서 전문가들에게 발견할 수 있는 특징이다.

## 참고서적
- 의사결정의 가이드맵, 게리 클레인 씀, 은하랑 역, 재우미디어, 2005년, ISBN 89-5952-005-5
- 공학심리학, 크리스토퍼 D. 위킨스, 저스틴 G. 홀랜즈 지음, 곽호완외 4인 옮김, 시그마프레스, ISBN 89-90685-41-9
- Klein, G., Orasanu, J., Calderwood, R., and Zsambok, C.E. (1993) Decision Making in Action: Models and Methods. Ablex Publishing Co., Norwood, NJ.

## 같이 보기
- 의사결정
- 자연적 결정 형성